# Harmonisches Ostinato
Ein harmonisches Ostinato bezeichnet in der Musik eine Progression (also eine Abfolge von Akkorden), die relativ kurz ist (zwei bis etwa acht Akkorde, häufig vier) und während eines Musikstücks fortwährend zyklisch wiederholt wird. Das harmonische Ostinato ist ein Sonderfall des allgemeinen Ostinato-Begriffs.
Ein Beispiel ist die berühmte Akkordfolge aus dem Kanon in D von Johann Pachelbel, die in diesem Stück 28 Mal unverändert wiederholt wird:
|: D-Dur - A-Dur - h-Moll - fis-Moll - G-Dur - D-Dur - G-Dur - A-Dur :|
Über dem Ostinato als harmonischer und temporaler Basis entfaltet sich die Melodie. Die einmal etablierte Akkordsequenz zieht sich unverändert wie ein roter Faden durch das Musikstück. Das Gehör orientiert sich an der Melodie und stört sich nicht daran, dass die Akkordfolge sich ständig wiederholt (was man an sich auch als langweilig empfinden könnte), sondern erfreut sich an der entstehenden "Rundheit" und Verbundenheit.
Im einfachsten Fall ist der erste Akkord der Folge die Tonika und der letzte die Dominante dazu. Da diese wieder zur Tonika strebt, „rollt“ die Akkordsequenz, wie von einem inneren Drang getrieben, immer weiter. Es gibt solche zyklischen Akkordfolgen in vielen Genres, zum Beispiel im Jazz, Blues, aber auch im Volkslied, der Folkmusik oder der Popmusik. Oft zieht sich die Akkordfolge sowohl durch die Strophe als auch den Refrain. Ein harmonisches Ostinato kann auch bei einer Jamsession vereinbart werden, um einen Rahmen für das gemeinsame Improvisieren zu geben.

## Notation nach der Stufentheorie
Ein harmonisches Ostinato, zum Beispiel die häufig verwendete Akkordfolge Tonika - Tonikaparallele - Subdominante - Dominantseptakkord kann nach der Stufentheorie wie folgt notiert werden: I-VI-IV-V.
Ein ebenfalls sehr beliebtes harmonisches Ostinato ist der so genannte „1625“ (gesprochen: sechzehnfünfundzwanzig), d. h. die Stufen I-VI-II-V, was der Folge Tonika - Tonikaparallele - Subdominantparallele - Dominante entspricht. Speziell im Jazz kommen dabei die tonleitereigenen Vierklänge (Imaj7, VIm7, IIm7, V7) zum Einsatz.
Für andere Beispiele siehe II-V-I (Jazz) und I-V-vi-IV (Pop).

## Liedbeispiele
Beispiele für bekannte Lieder, die auf einem harmonischen Ostinato basieren:
- Guantanamera (verschiedene Interpreten): |: G, Em, Am, D7 :|
- Hang On Sloopy (Bert Russell/Wes Farrell): |: D, G, A, G :|
- Hit the Road Jack (Ray Charles): |: B♭m, A♭, Gb, F :| (siehe auch „andalusische“ oder „spanische Kadenz“)
- I Will Survive (Gloria Gaynor): |: Am, Dm, G, Cmaj7, Fmaj7, Bm7b5, Esus4, E :|
- La Bamba (Ritchie Valens): |: D, G, A7 :|
- Lauda to Si (Komponist unbekannt): |: G, Em, C, D7 :|
- The 59th Street Bridge Song (Simon and Garfunkel): |: C, G, Am7, G :|
- The Great Song of Indifference (Bob Geldof): |: A, D, A, E :|
- Ti Amo (Umberto Tozzi): |: G, Em, Am, D7 :|
- What's Up (4 Non Blondes): |: A, Hm, D, A :|
- With or Without You (U2): |: D, A, Hm, G :|
- Zombie (The Cranberries): |: Em, C, G6, D :|
- Down Under (Men at Work): |: Hm, A, Hm, G, A :|
- Reality (Lost Frequencies feat. Janieck Devy): |: E, G♯m, C♯m, A :|
- Despacito (Luis Fonsi / Daddy Yankee): |: Hm, G, D, A :|

Außerdem enthalten alle Kanons ein harmonisches (und melodisches) Ostinato.

## Ähnliche Begriffe im Jazz
Ein verwandter Begriff (aber nicht gleichzusetzen) im Jazz ist der Vamp, der eine Begleitfigur bezeichnet, die meist in einer kurzen melodischen oder harmonischen Abfolge besteht. Ebenfalls kommen harmonische Ostinati im so genannten Turnaround vor. Siehe außerdem auch Jazzstandards.